# Perla Caron
Perla Caron (Buenos Aires, Argentina; 25 de enero de 1942) es una reconocida conductora, vedette y actriz argentina de cine, teatro y televisión.

## Biografía
Perla nació en  la Ciudad de Buenos Aires, más precisamente cercana a la Estación Coghlan. Es hija de una familia de clase media alta, María y Luis Caronni, hizo sus estudios primarios en Nuestra Señora del Carmen e inició su carrera como modelo en 1969 junto a Chunchuna Villafañe y Susana Giménez, para luego volcarse a la actuación cómica. Anteriormente se había dedicado a la pintura, estudió Bellas Artes, pasando por las escuelas Manuel Belgrano, Prilidiano Pueyrredón y Cárcova.

## Carrera

### Filmografía
- Las Pirañas (1967)
- La boutique (1967)
- Che, OVNI (1968)........... Amarilla
- Tiro de Gracia (1969)
- Pasión Dominguera (1970)
- Mosaico (1970)
- Yo gané el PRODE... y Ud.?  (1973)
- El Gordo Catástrofe (1977) ............ Tamara
- India Pravile (2003) .............. Leonor

### Televisión
- 1968: Todos somos mala gente interpretando al Patito junto a los Les Luthiers.
- 1968: Un ángel en el fango con Leonor Benedetto y Claudio Levrino en el papel de Reina.
- 1970: La escopeta, de Hugo Moser, con Olinda Bozán, Gilda Lousek, Norma Pons y Mimí Pons.
- 1972: La mosca loca.
- 1973: Matinee.
- 1973: Humorisqueta, junto a su hermana Mimí, Beba Bidart, Ulises Dumont, Hilda Suárez, Rafael Carret y Emilio Vidal.
- 1974: Siesta, debutando como conductora, junto a Víctor Sueiro, Dr.Eduardo Lorenzo Borocotó, Susana Fontana y Daniel Mendoza.
- 1979: Los hijos de López por ATC.
- 1980: Los hermanos Torterolo con Jorge Martínez, Gianni Lunadei, Gilda Lousek, Jorge Barreiro, Ana María Cores, Pablo Codevilla, Stella Maris Lanzani, Hugo Arana, Sakemoto y Silvia Pérez.
- 1982: La Comedia del Domingo, en los episodios «Playboy» y «Agriduce» emitido por ATC.
- 1983: Matrimonios y algo más junto con Hugo Arana, Cristina del Valle, Rodolfo Ranni, Gianni Lunadei, Edda Bustamante y Mirta Busnelli, entre muchos otros.
- 1984: Mesa de noticias, en compañía de grandes como Juan Carlos Mesa, Gino Renni, Cris Morena y Adriana Salgueiro.
- 1991: Buenos Aires, háblame de amor con Ricardo Darín y Nora Cárpena en el papel de Casilda.
- 1991: Es tuya... Juan junto a Marco Estell y Viviana Saccone, encarnando a Olga.
- 1991: El Gordo y el Flaco, al lado de Juan Carlos Mesa y Gianni Lunadei.[2]
- 1994: Alta Comedia, en el episodio «La brava» por Canal 9.
- 1997/2000: El Viejo Almacén dedicado exclusivamente a la música del tango, cuyos invitados fueron entre otros: Virginia Luque, Julián Plaza, Carlos Rossi y Hugo Solís.
- 2000/2001: Los buscas de siempre protagonizada por Nancy Dupláa y Pablo Echarri.

### Teatro
- 2004 ............... Show en Tango 1921
- 2003 ............... Música en Galerías Pacífico
- 1991 ................Dos señores atorrantes
- 1990 ............... El maravilloso cuento de Caperucita Roja
- 1989 ............... Extraña pareja junto a Ana María Picchio y Soledad Silveyra en el Teatro Cómico (actual Teatro Lola Membrives).
- 1986 ............... Sweet Charity
- 1985 ............... Intrusos con Rodolfo Bebán, Maurice Jouvet, Gianni Lunadei, Gogó Andreu y Silvia Pérez.
- 1984 ............... Le ordeno que me ame, Señora
- 1981 ............... ¿Vio... la revista?
- 1979 ............... Seis mujeres y yo
- 1978 ................ Estrellas del Mar
- 1969 ............... Escándalo conyugal

También formó parte del elenco de Intrusos y Desocupados al borde de un ataque de nervios. Compartió giras teatrales por la Costa Atlántica con Darío Vittori.

### Etapa como cantante
Incursionó en el canto grabando algunos discos dedicados al público infantil. En 1970 lanza el álbum "Es un bicho", cuyo tema más popular fue Chon Ki Fu.

### Discografía
- 1970: "Es un bicho" - RCA

## Vida privada
La actriz estuvo casada primeramente con el cantante Pablo Danielo durante la década del '70. Luego se casa con el conductor Andrés Percivale, boda que terminó en un gran escándalo. También estuvo en pareja, décadas más tarde, con el notable actor Gianni Lunadei (con quien tuvo una relación que duró 24 años), hasta el suicidio de él, ocurrido el 17 de junio de 1998 en el domicilio de Perla, en el barrio de Belgrano.
En 1996, apareció en el programa Investigación X, conducido por el ya fallecido Néstor Ibarra, en el que contó su experiencia personal de cómo influyó un supuesto sanador en la muerte de su padre por un cáncer.

## Premio
Fue galardonada en el VII Festival Internacional de Panamá de 1969 con el premio a la mejor interpretación femenina por el filme Mosaico.